# Niccolò Paganini
Niccolò Paganini (født 27. oktober 1782 i Genova, død 27. maj 1840 i Nice) var en italiensk violinist og komponist.
Paganini var virtuos på sit instrument, sin tids største violinist, og udøvede betydelig indflydelse på udviklingen af violinspillets teknik. Han påvirkede senere komponister som Berlioz, Chopin, Liszt og Schumann. Han har komponeret en række værker for violin, nogle få værker for guitar, samt en del kammermusik for violin og guitar.

## Liv og gerning
Niccolo Paganini blev født i Genova den 27. oktober 1782. Faderen, en uformuende købmand, lærte tidlig drengen at spille mandolin og guitar, og da han opdagede hans musikalske evner, lod han ham lære at spille violin hos Giacomo Costa, domkapelmester og den mest fremragende violinist i Genova. Allerede i 1793 optrådte han offentlig med nogle af ham selv komponerede variationer over Carmagnolen, og i 1795 kom han under Rolla’s vejledning. Paganini, der hidtil havde været fuldstændig under kontrol af faderen, en hård og barsk mand, følte sig nu trykket af dette formynderskab, og under en Udflugt til Lucca i 1798 benyttede han lejligheden til at unddrage sig det, idet han ikke vendte hjem, men turede rundt i andre italienske byer. Og, som det så ofte går, da han endelig var undsluppen den strenge faderlige tugt, slog han over i den modsatte yderlighed, forfaldt til spil og anden letsindighed, og dette, i forbindelse med de ihærdig drevne studier, bidrog sit til at undergrave hans i forvejen alt andet end stærke helbred. Imidlertid medførte det også et ganske praktisk resultat for ham, idet han, da han engang i hasard havde bortspillet alt, hvad han ejede, lige til sin violin, modtog en ægte Josef Guarnerius som gave af en af sine velyndere, og denne violin blev hans yndlingsinstrument og betragtes nu som en af Genovas seværdigheder.
Nogle år opholdt han sig hos fyrstinde Bacchiocchi i Lucca — den mystiske melankoli, der prægede hans træk, havde hele hans liv igennem en egen tiltrækningskraft på det smukke køn — men i 1808 begyndte han igen sine urolige vandringer, fejrede i de følgende 19 år triumf på triumf rundt omkring i Italiens byer og indlod sig også i sejrrig væddekamp med flere af datidens berømteste violinister, som Lafont og Lipinski.
I Venezia ægtede han sangerinden Antonia Bianchi — et ulykkeligt ægteskab, plaget af skinsyge — og havde med hende sønnen Achille, som han ved sin død efterlod en formue på et par millioner; thi penge havde han formået at skrabe sammen, og holde på dem forstod han også, lige indtil gerrighed.
Først i 1828 rejste Paganini over Alperne, og i Wien vakte han en ligefrem Paganini-feber; alt blev opkaldt efter ham: hatte, handsker, støvler og madvarer, og hans billede blev anbragt på de mest urimelige ting. En lignende opsigt vakte han i Berlin, Paris og London, men under alle disse strabadser øgedes hans sygdom, strubetæring; et ophold i det sydlige Frankrig bragte ikke den forventede forbedring, og døden indhentede ham i Nizza i hans 58. år.

## Musikalsk teknik og mytedannelser
Når Paganini udøvede denne vidunderlige, næsten magiske indflydelse på sine tilhørere, som alle, til hvilket parti de end hører, er enige om at fremhæve, skyldtes det ikke alene den omstændighed, at han til fuldkommenhed sad inde med alle de tekniske evner og egenskaber, som ellers hver for sig karakteriserer virtuoserne af de forskellige skoler: en sjælfuld, indsmigrende tone, strålende bravur i passager, dobbeltgreb, flageolet, pizzicato for begge hænder og så videre, heller ikke de originale og bizarre kunstgreb, fx omstemning af de enkelte strenge, hans spil på G-strengen alene, hvormed han overraskede og imponerede selv de kyndigste blandt sine tilhørere; der var i hans dybt personlige og geniale kunstnertemperament noget for sig, noget næsten dæmonisk, der yderligere støttedes af hans ejendommelige ydre, den magre, næsten spøgelsesagtige skikkelse, med de løst hængende sorte klæder, det lange mørke hår, det dystre blik; intet under, at alt dette gav anledning til de særeste og sælsomste legender, om hans forbindelse med djævelen, om mystiske elskovseventyr med tilhørende drab og ophold i mørke fængsler og så videre, rygter, som han måske ikke altid var særlig ivrig efter at få aflivet. Også hans kompositioner bar præg af denne forunderlige og bizarre genialitet; har de end væsentlig deres styrke i det rent tekniske, rummer de dog hist og her så megen musik, særlig hans Opus 1, de 24 kapricer, at Schumann (Opus, 3 og 10) og Liszt (Opus 66 og 83) har kunnet benytte dem til grundlag for betydningsfulde klaverværker.